# Мохаммед ібн Рашид Аль Мактум
Мохаммед ібн Рашид аль-Мактум, також відомий як Шейх Мохаммед (нар. 22 липня 1949) — тимчасово виконуючий обов'язки президента Об'єднаних Арабських Еміратів прем'єр-міністр і віце-президент Об'єднаних Арабських Еміратів, правитель (емір) Дубаю.

## Біографія
У грудні 1971 року став міністром оборони Об'єднаних Арабських Еміратів.
16 жовтня 1977, під час захоплення терористами німецького літака «Ландсхут», він як міністр оборони Дубаю дав телевізійне інтерв'ю, де публічно назвав число загарбників. Ці дані він дізнався від капітана літака, Юргена Шумана. Коли терористи дізналися про дану обставину, вони погрожували вбити капітана. Пізніше Шуман при наступній спробі допомогти пасажирам-заручникам був розстріляний.
1996 року кінь Singspiel, що належить йому, виграв престижний кубок Japan Cup з часом 2'23"80.
Його перша дружина — Шейха Хінд бинт Мактум бін Юма-фль-Мактум, з якою він одружився 1979 року. Його друга дружина — принцеса Хая бінт аль-Хусейн, дочка померлого короля Йорданії Хусейна бен Талаля та зведена сестра короля Абдалли II. Весілля відбулося 10 квітня 2004 року. У них спільна дочка. У шейха Мохаммеда 16 дітей: 7 синів і 9 дочок.
За даними журналу Forbes має статки в 39,5 млрд доларів США, більша частина його статку залежить від ціни на нафту та інвестиції в різні галузі світової економіки.

## Цікаві факти
- 25 жовтня 2006 шейх подарував Міхаелю Шумахеру острів «Антарктида» в районі штучного архіпелагу The World вартістю $ 7 млн.